# Caloptilia zonotarsa
Caloptilia zonotarsa là một loài bướm đêm thuộc họ Gracillariidae. Nó được tìm thấy ở Ấn Độ (Uttaranchal).
Ấu trùng ăn Phoebe lanceolata. Chúng có thể ăn lá nơi chúng làm tổ.